# Sinceramente
Sinceramente é o terceiro álbum da cantora e compositora brasileira Paula Lima, lançado em 2006 pela Indie Records.

## Lista de faixas
1. Novos Alvos (Mart'nália / Ana Costa / Zélia Duncan) 
2. Como Diz o Ditado (Edu Tedeschi) 
3. Tirou Onda (Acyr Marques / Arlindo Cruz / Maurição) 
4. Negras Perucas (Marcus Vinicius / Nilo Pinheiro) 
5. Tudo Certo ou Tudo Errado (Arlindo Cruz / Maurição) 
6. Let´s Go (Seu Jorge / Tatá Spalla) 
7. Eu Já Notei (Ana Carolina / Totonho Villeroy) 
8. Cuidar de Mim (Seu Jorge / Rogê / Gabriel Moura) 
9. Já Pedi pra Você Parar (Arlindo Cruz / Babi) 
10. Flor de Maracujá (João Donato / Lysias Enio) 
11. Quero Pegar (Totonho Villeroy) 
12. Saudações (Leci Brandão / Paulo Henrique)

## Repercussão[1][2]
- A primeira tiragem do álbum se esgotou em 1 mês.
- O CD Sinceramente rendeu a indicação de Melhor Álbum no Prêmio TIM de Música em 2007, além de Paula haver sido indicada como Melhor Cantora.

1. ↑  «Paula Lima | Sunshine». www.sunshine.art.br. Consultado em 2 de abril de 2016
2. ↑  «Paula Lima». www.paulalima.com.br. Consultado em 2 de abril de 2016